# Gozdna učna pot Rožni studenec
Gozdna učna pot Rožni studenec je najstarejša učna pot na Kočevskem. Speljana je bila že leta 1995, leta 2005 pa tudi že obnovljena in opremljena z novimi informativnimi tablami. Na njih je upodobljeno in opisano življenje v gozdu. Pot je označena s simbolom sove uharice. Učna pot sodi v Naturo 2000 in regijski park Kočevsko-Kolpa. Za ogled je pripravljene 2500 m poti, na njej je tudi nekaj mostov v predelih, kjer je svet zamočvirjen. Tako si lahko ogledamo tudi poplavni log in kraški izvir.

## Potek poti
Gozdna učna pot se prične ob reki Rinži, pri gozdarskem centru Marof, na obrobju Kočevja. Poteka mimo Rožnega studenca do jezu na reki Rinžin in do Mrzlega studenca ter krožno nazaj na izhodišče. Ob poti so naslednje informativne table (po vrstnem redu pohoda):
- Natura 2000
- Informativna tabla učne poti
- Naj živali Kočevske
- Drevesne vrste
- Grmovne vrste in zdravilne rastline
- Reka Rinža - gozd in voda
- Lišaji, mahovi, praproti, glive
- Gozdni ekosistem

Med omenjenimi informativnimi tablami pa so postavljeni še informativni stebri, na katerih je opisana posamezna rastlina. Ob poti tako najdemo: veliki jesen, evroameriški topol, črno jelšo, čremso, zeleno duglazijo, malolistno lipo, divjo češnjo, dob, jerebiko, gorski brest, bukev, gorski javor, navadni gaber, zeleni bor, navadno jelko, navadno smreko, ivo, navadno brezo in evropski macesen. Poleg tega pa še veliko rdečo mravljo, gozdna tla in podzemno jamo.